# Jan Łosowicz
Jan Łosowicz (Łosewicz) herbu własnego (zm. po 6 lutego 1481) – biskup rzymskokatolicki.

## Życiorys
Pochodził z rodziny mieszczańskiej w Wilnie. Kanonik wileńskiej kapituły katedralnej. Biskup łucki od 24 stycznia 1463. Przeniesiony na biskupstwo wileńskie 4 maja 1468, kanonik i dziekan kapituły katedralnej wileńskiej. 